# John Bowlby
John Bowlby (Londra, 26 febbraio 1907 – Isola di Skye, 2 settembre 1990) è stato uno psicologo, medico e psicoanalista britannico, che ha elaborato la teoria dell'attaccamento, interessandosi in particolare agli aspetti che caratterizzano il legame genitore-bambino e quelli legati alla realizzazione dei legami affettivi all'interno della famiglia.

## La formazione ed i primi interessi
Edward John Mostyn Bowlby nacque a Londra in una famiglia vittoriana altoborghese, nel 1907. Durante l'infanzia venne cresciuto insieme ai fratelli dalla bambinaia, che per lui era come una madre; a dieci anni lui e il fratello Tony furono inviati in collegio e questa separazione segnò tutta la sua infanzia.
Fu avviato agli studi medici dal padre Sir Anthony Bowlby (1855–1929), medico della casa reale, intenzionato a fare di lui un chirurgo militare. Dopo essersi laureato, con la votazione più alta, al Trinity College di Cambridge, in scienze precliniche e psicologia, iniziò il suo impegno lavorativo presso la scuola attiva di Summerhill, nella quale venivano seguiti ragazzi psichicamente disturbati provenienti spesso dalle classi sociali meno elevate.
Nell'autunno del 1929 riprese gli studi, si trasferì a Londra per seguire le lezioni di medicina presso lo University College Hospital ed entrare nell'Istituto di Psicoanalisi fondato da Ernest Jones nel 1913, laureandosi in Medicina nel 1936 e diplomandosi come analista nel 1937. 
Nel 1940 ricevette la qualifica, all'interno della Società Psicoanalitica Britannica, di membro ordinario con diritto di voto. È in quell'occasione che espose l'articolo intitolato “The Influence of Early Environment in the Development of the Neurosis and Neurotic Character" che si rivelerà di grande rilevanza per le sue future ricerche; con esso Bowlby propose una teoria con cui ipotizzava che determinati fattori ambientali, in particolare la separazione dal genitore durante i primi anni di vita, potessero essere elementi causa delle nevrosi. Queste supposizioni aprirono subito un raffronto diretto con Melanie Klein, la quale riteneva invece che al di là di ogni esperienza si trovasse la fantasia.
Dopo aver lavorato per un periodo nella Child Guidance Clinic di Londra, decise di entrare nell'esercito in veste di psichiatra militare, e ricoprì questo ruolo durante la seconda guerra mondiale. Terminata la guerra, venne nominato delegato-membro del comitato governativo di salute mentale, ed entrò a far parte della Tavistock Clinic dove, oltre ad essere scelto come vicedirettore, ebbe il compito di sviluppare il dipartimento infantile. 
Da questo momento in avanti Bowlby si interessò in modo crescente alla natura del rapporto genitore-figlio ed alle possibili conseguenze, sulla personalità dei bambini, di un'eventuale separazione precoce dal genitore in età infantile.

## Il rapporto per l'Organizzazione Mondiale della Sanità
Nel 1950 l'Organizzazione Mondiale della Sanità (OMS) si rivolse a Bowlby, conosciuto per i suoi interessi e per gli articoli pubblicati, per affidargli la direzione di una ricerca su bambini che avevano perso la propria famiglia.
Il rapporto, redatto nel 1951 con il titolo “Maternal Care and Mental Health”, era imperniato su due concetti: quello dell'insufficienza di cure materne e quello di mancanza di cure materne. Bowlby propose un lavoro suddiviso in due parti: nella prima parte ripercorreva le precedenti riflessioni e ricerche in materia, fatte da altri studiosi, mentre nella seconda ipotizzava e proponeva delle metodologie di prevenzione per contrastare carenza e privazione delle cure materne.
In questa seconda parte Bowlby rivolse la sua attenzione alle istituzioni che si occupavano di adozioni ed affidamenti; le sue riflessioni su questo delicato argomento furono molto negative: Bowlby sostenne infatti che negli istituti, anche quelli che fornivano un'accurata assistenza, si riuscissero difficilmente ad instaurare rapporti che potessero favorire una crescita emotiva ed affettiva adeguata.
Nella parte conclusiva del lavoro Bowlby si rivolgeva a governi ed amministratori affinché si impegnassero in piani di prevenzione sociale a favore di quelle famiglie che, impossibilitate nella cura dei propri figli, sceglievano l'abbandono.
L'articolo per l'OMS aveva le sue fondamenta sulla privazione e la carenza totale di cure materne: Bowlby dimostra che, se un bambino vive questo tipo di esperienza, la sua crescita fisica, cognitiva ed emotiva, rimane segnata anche nell'età adulta; uno sviluppo appropriato dell'Io si verifica solo se i legami relazionali si caratterizzano con soddisfacimento, stabilità e durevolezza, poiché lo sviluppo dell'Io è funzionalmente legato alla natura delle prime relazioni significative del bambino.
Il rapporto riuscì ad avvicinare molte persone alle problematiche familiari, facendo nascere interesse e ricerche sull'argomento in una società in cui vi erano molti orfani e nella quale non si riteneva indispensabile "l'affetto continuativo" per uno sviluppo adeguato della persona.
Bowlby stesso sostenne però che la ricerca metteva in luce degli aspetti insoluti: non era riuscito a spiegare quale fosse il percorso di sviluppo che conduce alla carenza e alla privazione, e perché alcuni bambini, anche di fronte alle più gravi situazioni, ne risultavano comunque indenni ed avevano una crescita equilibrata.

## La Teoria dell'Attaccamento

### L'opera principale: "Attaccamento e Perdita"
Una volta concluso il lavoro per l'OMS, gli studi di Bowlby volsero ad indagare quali potessero essere le caratteristiche e lo sviluppo del legame che si instaura fra genitore e bambino.
Le ricerche, rigorose e confermate sperimentalmente, portarono Bowlby a formulare la Teoria dell'Attaccamento; i tratti peculiari di questa teoria vennero dapprima pubblicati sul “The International Journal of Psychoanalysis” in tre articoli, che, in seguito ulteriormente ampliati, diventarono i volumi della trilogia “Attaccamento e Perdita”.
Il primo volume “Attaccamento e Perdita” (titolo originale "Attachment and Loss"), pubblicato nel 1969, tratta dell'indagine fatta da Bowlby sul legame di attaccamento madre-bambino.
Nel secondo volume “Attaccamento e Perdita. La separazione dal genitore”, pubblicato nel 1972, Bowlby, mantenendo alcune idee freudiane, presenta le sue riflessioni sull'ansia che scaturirebbe in un bambino nel momento in cui vive la separazione da una figura di attaccamento.
Nel terzo volume “Attaccamento e Perdita. La perdita della madre”, pubblicato nel 1980, si tratta invece di come i bambini possano incorrere in un profondo lutto e dolore, prolungato anche nella vita adulta, se privati strutturalmente di un legame materno primario (ad esempio, per il decesso precoce della stessa). 
La pubblicazione degli studi compiuti non dette a Bowlby, almeno nell'immediato, i risultati sperati: la maggioranza dei suoi colleghi psicoanalisti non diedero importanza e non compresero il valore delle idee di Bowlby, poiché la sua teoria poggiava su criteri che si allontanavano molto dalla loro visione.

### La teoria
Il termine "attaccamento" può essere interpretato in tre diversi modi: 
a) comportamento di attaccamento;
b) sistema comportamentale di attaccamento;
c) legame d'affetto.
Il termine, in sé, ha un significato generale e rimanda alla condizione di "attaccamento relazionale" di un soggetto: il sostenere che un bambino "ha un attaccamento" vuol dire che egli avverte il bisogno di percepire la vicinanza ed il contatto fisico con una persona di riferimento, soprattutto in particolari situazioni.
Uno degli aspetti più importanti della teoria è il riconoscimento della "componente biologica del legame di attaccamento". Il comportamento di attaccamento ha infatti come funzione quella di garantire la vicinanza e la "protezione" della figura di attaccamento. Tali legami svolgono quindi una funzione fondamentale per la sopravvivenza dell'individuo.
Secondo Bowlby, l'attaccamento è un qualcosa che, non essendo influenzabile da situazioni momentanee, perdura nel tempo dopo essersi strutturato nei primi mesi di vita intorno ad un'unica figura; è molto probabile che tale legame si instauri con il genitore, dato che è la prima figura ad occuparsi del bambino, ma, come Bowlby ritiene, non sussiste nessun dato che avalli l'idea che un padre non possa diventare figura di attaccamento nel caso in cui sia lui a dispensare le cure al bambino. 
La qualità dell'esperienza definisce la sicurezza d'attaccamento in base alla sensibilità e disponibilità del caregiver (genitore) e quindi la formazione di modelli operativi interni (MOI), che andranno a definire i comportamenti relazionali futuri.
Con la crescita, l'attaccamento iniziale che si viene a formare tramite la relazione materna primaria o con un "caregiver di riferimento", si modifica e si estende ad altre figure, sia interne che esterne alla famiglia, fino a ridursi notevolmente: nell'adolescenza e nella fase adulta il soggetto avrà infatti maturato la capacità di separarsi dal caregiver primario, e di legarsi a nuove figure di attaccamento.
I modelli operativi interni sono flessibili e modificabili sulla base di nuove esperienze, sulla base dei cambiamenti della realtà esterna e della relazione con la figura di attaccamento che muta con il mutare del bambino. Tuttavia, Bowlby credeva che i primissimi modelli che costruiamo siano tendenzialmente più persistenti, perché sono al livello inconscio e quindi non sono prontamente accessibili. Questi modelli hanno la funzione di veicolare l'interpretazione e la percezione degli eventi da parte dell'individuo, consentendogli di fare previsioni e crearsi aspettative su ciò che accade nella propria vita relazionale. I MOI permettono all'individuo di valutare e analizzare le diverse alternative della realtà, scegliere quella che ritiene migliore, utilizzare la conoscenza degli avvenimenti passati per riuscire ad affrontare quello che accade nel presente e reagire alle situazioni future prima che queste si presentino. Quindi, i modelli operativi interni permettono al bambino, e poi all'adulto, di prevedere il comportamento dell'altro guidando le risposte.

### Fasi dello sviluppo dell'attaccamento
Bowlby riteneva che l'attaccamento si sviluppasse attraverso alcune fasi, e che potesse essere di tipo "sicuro" o "insicuro". Un attaccamento di tipo sicuro si ha se il bambino sente di avere dalla figura di riferimento protezione, senso di sicurezza, affetto; in un attaccamento di tipo insicuro invece il bambino riversa sulla figura di riferimento comportamenti e sentimenti come instabilità, prudenza, eccessiva dipendenza, paura dell'abbandono.
Bowlby identifica quattro fasi attraverso le quali si sviluppa il legame di attaccamento: 
- Preattaccamento: in questo periodo, che va dalla nascita fino alle otto-dodici settimane, il bambino non è in grado di discriminare le persone che lo circondano anche se può riuscire a riconoscere, attraverso l'odore e la voce, il proprio genitore. In questa fase infatti, per Bowlby, l’attaccamento del piccolo al caregiver non è presente per cui mette in atto comportamenti di segnalazione e di avvicinamento senza però aver ancora selezionato il proprio caregiver: questo fa sì che i comportamenti di segnalazione e di avvicinamento siano rivolti a più persone.

Superate le dodici settimane il piccolo comincia a dare maggiori risposte agli stimoli sociali. In un secondo momento il bambino, pur mantenendo comportamenti generalmente cordiali con chi lo circonda, metterà in atto modi di fare sempre più selettivi, soprattutto con la figura materna;
- Sviluppo dell’attaccamento: in questo periodo, che va dal terzo al sesto mese, il piccolo inizia a selezionare il proprio caregiver e mette in atto una ricerca attiva di contatto e di vicinanza con le figure familiari che si occupano di lui\lei, anche attraverso comportamenti di interazione (il piccolo sorride, vocalizza, gesticola, etc...);

- Attaccamento ben sviluppato: in questo periodo, che va dal sesto mese al ventiquattresimo, si crea l’effettivo legame preferenziale ed orientato verso una persona. Secondo Bowlby in questa età è evidente che l’attaccamento è ben sviluppato perché si manifesta l’ansia alla separazione: solo l’ansia da separazione e la paura dell’estraneo sono, secondo Bowlby, due comportamenti che ci fanno capire che l’attaccamento nei confronti del caregiver è ben sviluppato. L'attaccamento con il caregiver diventa perciò stabile e decisamente visibile: il bambino richiama l'attenzione della figura di riferimento, la saluta, la usa come base per esplorare l'ambiente, ricerca in lei protezione in particolare se si trova a cospetto di un estraneo;

- Relazione in funzione dell’obiettivo: dal secondo anno di vita in poi la relazione è più orientata alla reciprocità, infatti, ad esempio, il piccolo è in grado di attendere, per un bisogno del caregiver, di soddisfare il suo bisogno di vicinanza. A questa età il bambino acquisisce la capacità di mantenere tranquillità e sicurezza in un ambiente sconosciuto: deve però essere in compagnia di figure di riferimento secondarie, ed avere la certezza che il caregiver faccia presto ritorno.

### L'importanza del legame di attaccamento
Per Bowlby è molto importante che il legame di attaccamento si sviluppi in maniera adeguata, poiché dipende da questo un buono sviluppo della persona: stati di angoscia e depressione, in cui un soggetto si può imbattere durante l'età adulta, possono essere ricondotti a periodi in cui la persona ha fatto esperienza di disperazione, angoscia e distacco durante l'infanzia. Secondo Bowlby il modello di attaccamento, sviluppatosi durante i primi anni di vita, è qualcosa che va a caratterizzare la relazione stessa con la figura di riferimento durante l'infanzia. Questo diviene successivamente  un aspetto della personalità e un modello relazionale per i futuri rapporti. 
A dimostrazione di questo vi è il concetto di cicli di privazione, che Bowlby già sottolineò nel suo lavoro per l'OMS nel 1951; dalle ricerche fatte, si accorse che un soggetto, con un'infanzia segnata da situazioni familiari negative, una volta diventato genitore, avrebbe avuto nei confronti del figlio comportamenti inappropriati e trascuranti. Rilevanti sono le difficoltà di sviluppo per i bambini che vivono fin dalla tenera età in istituti, di quanti vengono separati dalla figura di riferimento e di coloro che hanno un caregiver incapace di provvedere convenientemente alla loro cura. 
Con questo Bowlby non intende affatto delineare percorsi di vita prestabiliti per soggetti che fanno simili esperienze negative. La separazione dalla figura materna, evento traumatico per un bambino, è vissuto ed ha diverse ripercussioni sulla vita dell'individuo a seconda della durata e del periodo in cui si verifica la separazione, delle capacità di resilienza del soggetto e delle caratteristiche dell'ambiente. 
La separazione dalla figura di riferimento si snoda, secondo le ricerche di Bowlby, in tre fasi - della protesta, della disperazione, del distacco - ma può risultare più facile viverla e superarla se vi sono alcune circostanze favorevoli come la presenza di un fratello, la presenza di un'altra persona che riesce a sostituire in maniera ottimale il caregiver oppure un ambiente accogliente.

## Il distanziamento dalla psicoanalisi
Ricerche e teorie elaborate portarono Bowlby a distanziarsi dalla psicoanalisi, malgrado si fosse diplomato come analista e fosse membro della Società Psicoanalitica Britannica.
Nonostante ritenesse valida la pratica psicoanalitica, era scettico sulle basi teoriche; le sue critiche si rivolgevano a diverse assunzioni e pratiche tradizionali, come l'attribuire maggior importanza, per la comprensione e la cura dei disturbi psichici, alle fantasie intrapsichiche degli individui a scapito di quella dovuta all'ambiente; si distanziò anche sul metodo di studio dell'infanzia poiché quello tradizionale si basava su anamnesi fatte in età adulta e sulla teoria degli istinti e delle pulsioni: secondo Bowlby nell'infanzia il conseguimento del piacere non avviene attraverso una scarica pulsionale ma attraverso affetto, amore, protezione, prossimità, cura; lo sviluppo del soggetto non si stabilisce, per Bowlby, sul soddisfacimento sessuale, come sostenevano gli psicoanalisti, ma sul bisogno di instaurare legami di affetto. 

### Il nuovo approccio nella ricerca
Malgrado l'allontanamento e le critiche che rivolse alla psicoanalisi, Bowlby non abbandonò le lezioni freudiane, ma le rilesse ed elaborò in un'ottica diversa, basata sulla biologia e sull'etologia. Le figure che più hanno influenzato il suo nuovo approccio sono state Konrad Lorenz, in particolare con la sua opera “L'anello di re Salomone”,  Charles Darwin, con le sue teorie sulla conservazione degli istinti vantaggiosi, Harry Harlow, con i suoi studi sulle scimmie, Robert Hinde che ha indirizzato la sua riflessione teorica, e Mary Ainsworth, con le sue osservazioni sulle interazioni precoci fra bambini e genitori, condotte in Africa fra il 1954 e il 1955.

## Studi e ricerche successive
Gli studi e le teorie di Bowlby sono stati, durante questi anni, ampiamente studiati, confermati sperimentalmente ed hanno portato anche a notevoli cambiamenti culturali nel pensare il rapporto adulto-bambino.
Oltre a molte ricerche indipendenti, le applicazioni più importanti per la teoria dell'attaccamento sono risultate essere la cosiddetta strange situation, ideata da Mary Ainsworth negli anni Sessanta, e la adult attachment interview, concepita da Mary Main nel 1985.

## Opere: traduzioni italiane
- Cure materne e igiene mentale del fanciullo, traduzione di C. Ranchetti, Firenze, Giunti, 1957.
- Assistenza all'infanzia e sviluppo affettivo, traduzione di G. Zucconi, Armando Editore, 1973.
- Attaccamento e perdita. 1: L'attaccamento alla madre, Collana Programma di Psicologia Psichiatria Psicoterapia, Torino, Boringhieri, 1976, ISBN 88-339-5440-4.  II ed. riveduta e ampliata, Bollati Boringhieri, 1999.
- Attaccamento e perdita. 2: La separazione dalla madre, Collana Programma di Psicologia Psichiatria Psicoterapia, Torino, Boringhieri, 1978, ISBN 978-88-339-5108-9. II ed., Bollati Boringhieri, 1999.
- Attaccamento e perdita. 3: La perdita della madre, Torino, Boringhieri, 1983, ISBN 88-339-5603-2.
- Costruzione e rottura dei legami affettivi, traduzione di S. Viviani e C. Tozzi, Collana Psicologia n.1, Milano, Raffaello Cortina, 1982, ISBN 978-88-7078-001-7.
- Una base sicura. Applicazioni cliniche della teoria dell'attaccamento, traduzione di M. Magnino, Collana Psicologia clinica e psicoterapia n.26, Milano, Raffaello Cortina, 1989, ISBN 978-88-7078-088-8.
- Darwin. Una biografia nuova, traduzione di C. De Lillo, Collana Le Ellissi, Bologna, Zanichelli, 1996, ISBN 978-88-08-09662-3.